# تیم ملی فوتبال دومینیکا
تیم ملی فوتبال دومینیکا نمایندهٔ کشور دومینیکا در مسابقات بین‌المللی است که زیر نظر فدراسیون فوتبال دومینیکا فعالیت می‌کند.
اولین بازی رسمی این تیم در تاریخ ۱۹۳۲ میلادی در برابر تیم ملی فوتبال مارتینیک برگزار شده‌است.